# Grimmia breviseta
Grimmia breviseta là một loài Rêu trong họ Grimmiaceae. Loài này được (Lindb.) Lindb. & Arnell mô tả khoa học đầu tiên năm 1890.